# Aziz Suryal Atiya
Pour les articles homonymes, voir Atiyah.
Aziz Suryal Atiya (en arabe : عزيز سوريال عطية, en copte : Ⲁⲍⲓⲍ Ϩⲩⲣⲓⲁⲗ Ⲁϯⲁ), né le 5 juillet 1898 à Zefta en Égypte, et mort le 24 septembre 1988, était un coptologue égyptien, historien et érudit copte, expert en études islamiques et croisades.
Atiya a été le fondateur de l'Institut d'études coptes au Caire dans les années 1950, et a également été le fondateur du Centre du Moyen-Orient (Middle East Center) à l'université de l'Utah.
Sa bibliothèque, la Bibliothèque Aziz Atiya pour les études sur le Moyen-Orient de l'université de l'Utah, est considérée comme la cinquième plus grande collection de ce type en Amérique du Nord et est reconnue internationalement comme une bibliothèque de recherche majeure dans le domaine.
Il fut professeur d'histoire médiévale et orientale à l'université de Bonn en Allemagne  entre 1935 et 1938, Professeur d'histoire médiévale et président du Département d'histoire à l'université d'Alexandrie en Égypte  entre 1938 et 1954, consultant à la Bibliothèque du Congrès aux États-Unis entre 1950 et 1951 et directeur de l'Institut supérieur des études coptes au Caire.
Pendant ses études à l'université d'Utah, le professeur Atiya a redécouvert dix fragments de papyrus perdus liés aux Écritures LDS, livre d'Abraham, dans les archives du Metropolitan Museum of Art de New York.
C'est Atiya qui, après de nombreux débats animés avec les éditeurs et leurs lecteurs, a introduit les mots « coptologie » et « coptologue » dans la langue anglaise.